# Fiora (fleuve)
Pour les articles homonymes, voir Fiora.
La Fiora est un fleuve italien de 83 km de longueur, qui prend sa source sur l'un des versants du mont Amiata en Toscane et coule ensuite dans les provinces de Grosseto en Toscane et de Viterbe, dans le Latium.

## Géographie
Les eaux de la Fiora sont rassemblées dans la Peschiera de Santa Fiora, bassin médiéval, depuis le pavement de l'église de la Madonna della Neve, lieu officiel de sa source.
Le cours d'eau coule ensuite en direction du sud dans l'extrémité méridionale de la Toscane. Peu après, elle rejoint la Latium dans les municipalités d'Ischia di Castro et de Canino, avant d'entrer dans la région de la Maremme. Elle traverse entièrement la ville de Montalto di Castro puis celle de Vulci, où est le célèbre pont de l'abbaye qui, selon la légende, a été construit en une nuit par le diable.
La Fiora se jette dans la mer Tyrrhénienne au sud-ouest de Montalto di Castro, dans la localité de Montalto Marina.

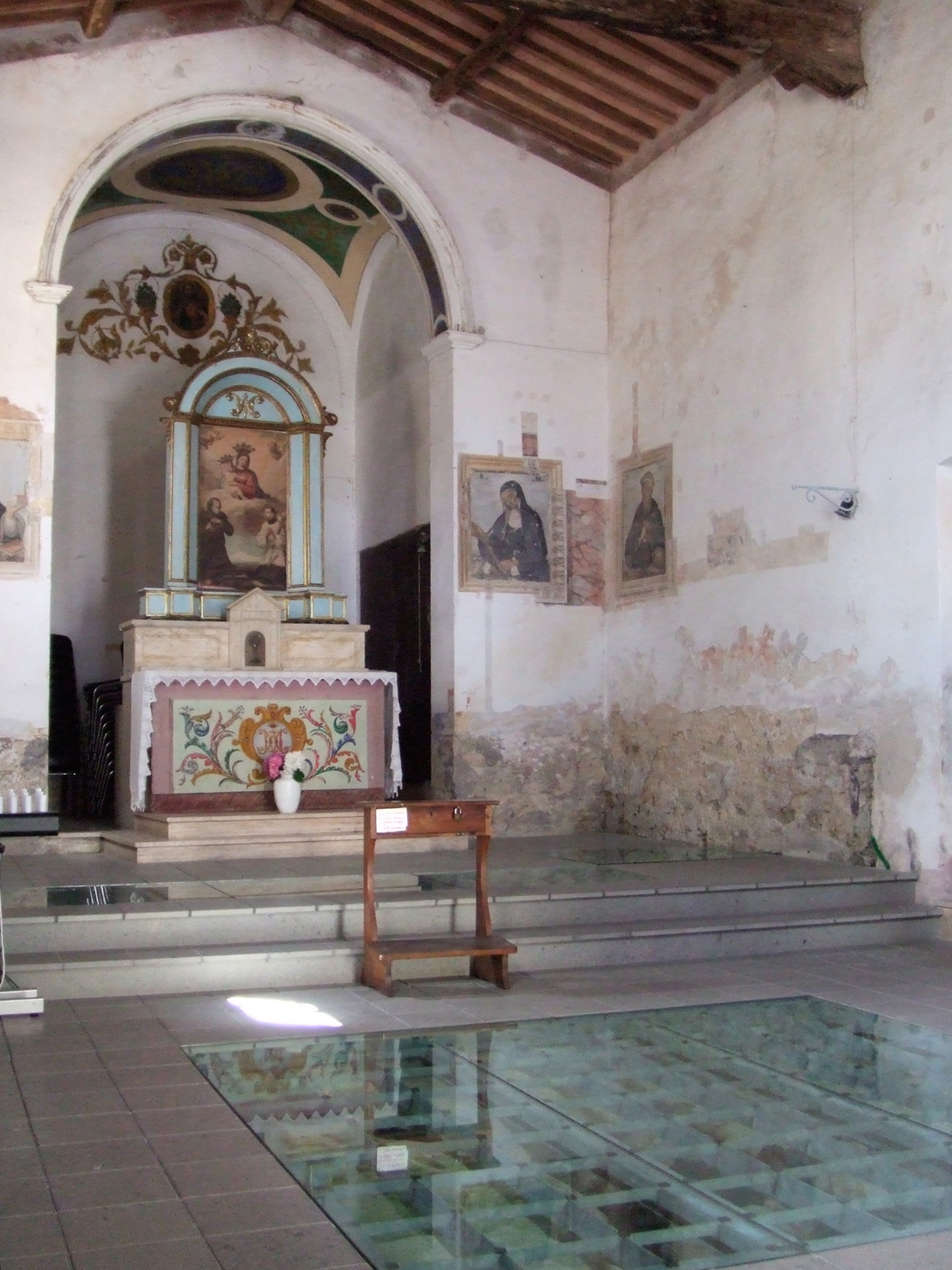
Pavement vitré montrant d'où sourdent les eaux de la Fiora

## Source de la traduction
- (it) Cet article est partiellement ou en totalité issu de l’article de Wikipédia en italien intitulé « Fiora » (voir la liste des auteurs).